# Championnats ibéro-américains d'athlétisme 1994
Navigation
Édition précédente Édition suivante
Les 6es championnats ibéro-américains d'athlétisme se déroulent du 27 au 30 octobre 1994 au Stade José Maria Minella de Mar del Plata, en Argentine.
Le nombre d'épreuves passe à 42, avec l'introduction du lancer de marteau féminin.

## Participants
346 athlètes représentant 20 pays ont participé à ces sixièmes championnats ibéro-américains.
| Amérique centrale et Caraïbes                                                            | Amérique du Sud                                                                                       | Europe               |
| ---------------------------------------------------------------------------------------- | --- | -------------------- |
| - Costa Rica - Cuba - Guatemala - Honduras - Mexique - Nicaragua - Porto Rico - Salvador | - Argentine - Bolivie - Brésil - Chili - Colombie - Équateur - Paraguay - Pérou - Uruguay - Venezuela | - Espagne - Portugal |

## Faits marquants
La date tardive dans le calendrier (fin octobre) a fait que des pays comme l'Espagne, le Portugal et Cuba ont envoyé une délégation réduite à ces championnats.
Dans ces conditions, le Brésil termine à la première place du classement des médailles. L'Argentine, pays hôte, est 4e grâce notamment au sprinteur Carlos Gats, au doublé longueur - triple d'Andrea Ávila et au lanceur de marteau Andrés Charadía qui remporte son troisième titre en quatre participations.
La Colombienne Ximena Restrepo réussit l'exploit inédit de remporter quatre médailles d'or dans la même compétition, sur 200 et 400 m ainsi que sur les relais. Le Chilien Sebastián Keitel réalise le même doublé 200 - 400 chez les hommes.
Au javelot féminin, Sueli Pereira dos Santos établit un record d'Amérique du Sud, mais est convaincue de dopage quelques mois plus tard.

## Podiums

### Hommes
| 100 m (vent : +3,2 m/s) | Carlos Gats 10 s 50                                                                                    | Jaime Barragán 10 s 52                                                                                      | Jorge Luis Aguilera 10 s 56                                                      |
| 200 m (vent : +1,2 m/s) | Sebastián Keitel 20 s 43                                                                               | Carlos Gats 20 s 51                                                                                         | Leonardo Prevost 20 s 61                                                         |
| 400 m | Sebastián Keitel 46 s 72                                                                               | Sidnei Telles de Souza 47 s 50                                                                              | Guillermo Cacián 47 s 88                                                         |
| 800 m | José C. Dias de Oliveira 1 min 49 s 49                                                                 | Pablo Squella 1 min 49 s 50                                                                                 | Edimilson da Silva 1 min 49 s 91                                                 |
| 1 500 m | José Gregorio López 3 min 54 s 04                                                                      | Amado Ramos 3 min 54 s 17                                                                                   | Antonio Herrador 3 min 54 s 22                                                   |
| 5 000 m | Ronaldo da Costa 13 min 47 s 99 CR                                                                     | Martín Pitayo 13 min 50 s 31                                                                                | Raimundo Santos 13 min 51 s 15                                                   |
| 10 000 m | Armando Quintanilla 28 min 06 s 88 CR                                                                  | Ronaldo da Costa 28 min 18 s 26                                                                             | Jorge Márquez 28 min 24 s 03                                                     |
| 110 m haies (vent : +2,0 m/s) | Eric Batte 14 s 31                                                                                     | Walmes de Souza 14 s 33                                                                                     | Miguel De los Santos 14 s 47                                                     |
| 400 m haies | Everson da Silva 49 s 76                                                                               | Juan Vallín 50 s 31                                                                                         | Eronilde de Araújo 50 s 36                                                       |
| 3 000 m steeple | Javier Rodríguez 8 min 35 s 03                                                                         | Rubén García 8 min 36 s 81                                                                                  | Inocencio López 8 min 41 s 22                                                    |
| 4 × 100 m | Cuba Jorge Aguilera Leonardo Prevost Andrés Simón Joel Lamela 39 s 99                                  | Brésil Marcelo Brivilati da Silva Sidnei Telles de Souza Claudinei Quirino da Silva Walmes de Souza 40 s 53 | Colombie Robinson Urrutia Wenceslao Ferrín Luis Vega José Humberto Rivas 40 s 79 |
| 4 × 400 m | Brésil Sidnei Telles de Souza Clóvis Fernandes Ediélson Rocha Tenorio Eronilde de Araújo 3 min 06 s 54 | Mexique Raymundo Escalante Juan Vallín Luis Karim Toledo Alejandro Cárdenas 3 min 07 s 75                   | Colombie Robinson Urrutia Llimi Rivas Luis Vega Wenceslao Ferrín 3 min 08 s 24   |
| 20 000 marche (piste) | Daniel García 1 h 21 min 20 s 0                                                                        | Querubín Moreno 1 h 21 min 37 s 2                                                                           | Héctor Moreno 1 h 21 min 49 s 9                                                  |
| Saut en hauteur | Gilmar Mayo 2,32 m                                                                                     | Marino Drake 2,26 m                                                                                         | Fernando Moreno 2,20 m                                                           |
| Saut à la perche | Nuno Fernandes 5,15 m                                                                                  | Miguel Berrios 5,10 m                                                                                       | Francisco Mas 5,00 m                                                             |
| Saut en longueur | Jaime Jefferson 7,82 m (w)                                                                             | Paulo Sergio de Oliveira 7,77 m                                                                             | Rogelio Saenz 7,73 m (w)                                                         |
| Triple saut | Anísio Silva 16,66 m                                                                                   | Daniel Osorio 16,39 m (w)                                                                                   | Freddy Nieves 15,98 m                                                            |
| Lancer du poids | Gert Weil 19,30 m                                                                                      | Manuel Martínez 18,70 m                                                                                     | Adilson Oliveira 17,77 m                                                         |
| Lancer du disque | Ramón Jiménez Gaona 60,42 m                                                                            | João Joaquim dos Santos 59,20 m                                                                             | Marcelo Pugliese 59,18 m                                                         |
| Lancer du marteau | Andrés Charadía 70,80 m CR                                                                             | Guillermo Guzmán 67,74 m                                                                                    | Eladio Hernández 66,90 m                                                         |
| Lancer du javelot | Luis Lucumí 75,40 m                                                                                    | Julián Sotelo 73,88 m                                                                                       | Martín Castillo 69,36 m                                                          |
| Décathlon | Mario Aníbal 7 431 pts (w)                                                                             | Miguel Valle 7 340 pts (w)                                                                                  | José de Assis 7 072 pts (w)                                                      |
| Records et Performances - AR : Record continental (area record) - CR : Record des championnats (championship record) - MR : Record du meeting (meet record) - NR : Record national (national record) - OR : Record olympique (olympic record) - PR : Record paralympique (paralympic record) - PB : Record personnel (personal best) - SB : Meilleure performance personnelle de la saison (season's best) - WL : Meilleure performance mondiale de l'année (world leader) - WJR : Record du monde junior (world junior record) - WR : Record du monde (world record) Circonstances et Conditions - DNF : N'a pas terminé (did not finish) - DNS : N'a pas pris le départ (did not start) - DQ : Disqualification (disqualification) - NM : Aucun essai valable enregistré (No Mark) - Q : Qualifié « directement » au prochain tour (ou à la prochaine compétition), lors d'une compétition majeure, grâce au classement ou à la réalisation des minima (automatic qualifier) - q : Qualifié au prochain tour (ou à la prochaine compétition), lors d'une compétition majeure, grâce au repêchage ou à la réalisation de l'une des meilleures performances parmi celles des « non qualifiés directement » (grâce au meilleur temps ou à la meilleure distance par exemple) (secondary qualifier) | | |                                                                                  |

### Femmes
| 100 m (vent : +1,6 m/s) | Cleide Amaral 11 s 66                                                            | Mirtha Brock 11 s 78                                                                                        | Lisette Rondóna 11 s 89                                                            |
| 200 m (vent : +4,4 m/s) | Ximena Restrepo 23 s 07                                                          | Lisette Rondóna 23 s 69                                                                                     | Katia R. de Jesus Santos 23 s 77                                                   |
| 400 m | Ximena Restrepo 52 s 69                                                          | Odalmis Limonta 54 s 54                                                                                     | Elia Mera 55 s 33                                                                  |
| 800 m | Fátima A. dos Santos 2 min 06 s 26                                               | Odalmis Limonta 2 min 07 s 26                                                                               | Marta Orellana 2 min 07 s 29                                                       |
| 1 500 m | Ana Claudia de Souza 4 min 28 s 50                                               | Mireya Ailhaud 4 min 30 s 20                                                                                | Mabel Arrúa 4 min 35 s 84                                                          |
| 3 000 m | Silvana Pereira 9 min 14 s 53                                                    | Lucía Mendiola 9 min 17 s 19                                                                                | Yesenia Centeno 9 min 21 s 55                                                      |
| 10 000 m | Silvana Pereira 33 min 29 s 60                                                   | Lucia Rendón 33 min 48 s 32                                                                                 | Stella Castro 34 min 04 s 27                                                       |
| 100 m haies (vent : +3,3 m/s) | Damarys Anderson 13 s 81                                                         | Verónica Depaoli 13 s 90                                                                                    | Carmen Bezanilla 14 s 01                                                           |
| 400 m haies | Odalys Hernández 57 s 89                                                         | Flor Robledo 59 s 09                                                                                        | Marise de Castro Silva 59 s 21                                                     |
| 4 × 100 m | Colombie Elia Mera Ximena Restrepo Patricia Rodríguez Mirtha Brock 44 s 87       | Brésil Cleide Amaral Kátia Regina de Jesus Santos Vânia Amorim dos Santos Tatiana Orcy 46 s 03              | Chili Carmen Bezanilla Lisette Rondón Marcela Barros Mónica Castro 46 s 22         |
| 4 × 400 m | Colombie Patricia Rodríguez Elia Mera Flor Robledo Ximena Restrepo 3 min 35 s 35 | Brésil Maria Magnólia Figuereido Rosângela Oliveira Edinilza de Lima Marlene Moreira da Silva 3 min 38 s 61 | Chili Marcela Barros Lisette Rondón Carmen Bezanilla Sara Montecinos 3 min 41 s 40 |
| 10 000 m marche | Francisca Martínez 47 min 01 s 80                                                | Miriam Ramón 47 min 01 s 83                                                                                 | Liliana Bermeo 47 min 06 s 76                                                      |
| Saut en hauteur | Dania Fernández 1,75 m                                                           | Luciane Dambacher 1,75 m                                                                                    | Orlane dos Santos 1,75 m                                                           |
| Saut en longueur | Andrea Ávila 6,58 m                                                              | Luciana dos Santos 6,18 m                                                                                   | Alejandra García 6,13 m                                                            |
| Triple saut | Andrea Ávila 13,18 m                                                             | Luciana Alves dos Santos 12,90 m (w)                                                                        | Maria Barbosa de Souza 12,86 m (w)                                                 |
| Lancer du poids | Herminia Fernández 17,33 m                                                       | Elisângela Adriano 16,77 m                                                                                  | Margarita Ramos 16,39 m                                                            |
| Lancer du disque | Teresa Machado 61,20 m                                                           | Liliana Martinelli 56,16 m                                                                                  | Amelia Aparecida Moreira 54,06 m                                                   |
| Lancer du marteau | María Eugenia Villamizar 55,70 m CR                                              | Zulma Lambert 51,66 m                                                                                       | Carina Moya 50,56 m                                                                |
| Lancer du javelot | Sueli Pereira dos Santos 65,96 m                                                 | Sonia Bisset 57,70 m                                                                                        | Idoia Mariezkurrena 49,90 m                                                        |
| Heptathlon | Yolaida Pompa 5 370 pts                                                          | Zorobabelia Córdoba 5 234 pts                                                                               | Imma Clopés 5 173 pts                                                              |
| Records et Performances - AR : Record continental (area record) - CR : Record des championnats (championship record) - MR : Record du meeting (meet record) - NR : Record national (national record) - OR : Record olympique (olympic record) - PR : Record paralympique (paralympic record) - PB : Record personnel (personal best) - SB : Meilleure performance personnelle de la saison (season's best) - WL : Meilleure performance mondiale de l'année (world leader) - WJR : Record du monde junior (world junior record) - WR : Record du monde (world record) Circonstances et Conditions - DNF : N'a pas terminé (did not finish) - DNS : N'a pas pris le départ (did not start) - DQ : Disqualification (disqualification) - NM : Aucun essai valable enregistré (No Mark) - Q : Qualifié « directement » au prochain tour (ou à la prochaine compétition), lors d'une compétition majeure, grâce au classement ou à la réalisation des minima (automatic qualifier) - q : Qualifié au prochain tour (ou à la prochaine compétition), lors d'une compétition majeure, grâce au repêchage ou à la réalisation de l'une des meilleures performances parmi celles des « non qualifiés directement » (grâce au meilleur temps ou à la meilleure distance par exemple) (secondary qualifier) |                                                                                  | |                                                                                    |

## Tableau des médailles
- Pays hôte

| Rang  | Nation    | Or | Argent | Bronze | Total |
| ----- | --------- | -- | ------ | ------ | ----- |
| 1     | Brésil    | 11 | 12     | 9      | 32    |
| 2     | Cuba      | 8  | 8      | 4      | 20    |
| 3     | Colombie  | 7  | 4      | 6      | 17    |
| 4     | Argentine | 4  | 4      | 7      | 15    |
| 5     | Mexique   | 3  | 9      | 2      | 14    |
| 6     | Chili     | 3  | 2      | 4      | 9     |
| 7     | Portugal  | 3  | 0      | 1      | 4     |
| 8     | Espagne   | 1  | 2      | 7      | 10    |
| 9=    | Venezuela | 1  | 0      | 0      | 1     |
| 9=    | Paraguay  | 1  | 0      | 0      | 1     |
| 11    | Équateur  | 0  | 1      | 2      | 3     |
| Total | Total     | 42 | 42     | 42     | 126   |